# Liste der Naturdenkmale im Amt Neustadt-Glewe
In der Liste der Naturdenkmale im Amt Neustadt-Glewe werden die Naturdenkmale aufgeführt, welche sich in dem zum Landkreis Ludwigslust-Parchim (Mecklenburg-Vorpommern) gehörenden Amt Neustadt-Glewe befinden. Es handelt sich um eine Teilliste der Liste der Naturdenkmale im Landkreis Ludwigslust-Parchim.

## Naturdenkmale
Im Amtsgebiet befinden sich Stand 2025 die folgenden neun Bäume, die als Naturdenkmale geschützt sind. Des Weiteren führt die Liste drei ehemalige Naturdenkmale auf. 

| Bild | Nr. | Bezeichnung            | Standort                                                                                           | Beschreibung                                                                                     | Schutzzweck | Verordnung |
| ---- | --- | ---------------------- | -------------------------------------------------------------------------------------------------- | ------------------------------------------------------------------------------------------------ | ----------- | ---------- |
| BW   | 103 | Eiche                  | Neustadt-Glewe (53° 23′ 7,5″ N, 11° 34′ 50,3″ O)                                                   |                                                                                                  |             | [ 1 ]      |
| BW   | 107 | Eiche                  | Neustadt-Glewe (53° 23′ 6,8″ N, 11° 34′ 52,1″ O)                                                   |                                                                                                  |             | [ 1 ]      |
| BW   | 110 | Ginkgo                 | Neustadt-Glewe am alten Pfarrhaus (53° 22′ 58,5″ N, 11° 35′ 2,3″ O)                                |                                                                                                  |             | [ 1 ]      |
| BW   | 113 | Blutbuche              | Neustadt-Glewe bei der Seniorenresidenz „Am Schloss“ (53° 22′ 59,2″ N, 11° 35′ 18,5″ O)            | Der Schutzstatus wurde 2017 aufgehoben.                                                          |             | [ 1 ]      |
| BW   | 114 | Eiche                  | Neustadt-Glewe (53° 22′ 57,9″ N, 11° 35′ 17,3″ O)                                                  |                                                                                                  |             | [ 1 ]      |
| BW   | 120 | Eiche                  | Neustadt-Glewe Friedrichsmoor (53° 27′ 31,2″ N, 11° 34′ 17,2″ O)                                   |                                                                                                  |             | [ 1 ]      |
| BW   | 121 | Stieleiche             | Neustadt-Glewe Friedrichsmoor auf dem Gelände des Jagdschlosses (53° 27′ 37,8″ N, 11° 34′ 14,1″ O) | Der Baum besitzt starke Wurzelanläufe, einen durchgehenden Stamm und eine hoch angesetzte Krone. |             | [ 1 ]      |
| BW   | 122 | Eiche                  | Neustadt-Glewe Friedrichsmoor (53° 27′ 39,3″ N, 11° 34′ 10,5″ O)                                   |                                                                                                  |             | [ 1 ]      |
| BW   | 128 | Eiche                  | Neustadt-Glewe Wabel (53° 20′ 24,3″ N, 11° 37′ 15,9″ O)                                            | Der Schutzstatus wurde 2017 aufgehoben.                                                          |             | [ 1 ]      |
| BW   | 129 | Buche                  | Neustadt-Glewe Wabel (53° 20′ 25,6″ N, 11° 37′ 19,3″ O)                                            | Der Schutzstatus wurde 2017 aufgehoben.                                                          |             | [ 1 ]      |
| BW   | 131 | Eiche                  | Neustadt-Glewe Wabel (53° 20′ 48,2″ N, 11° 36′ 49,4″ O)                                            |                                                                                                  |             | [ 1 ]      |
| BW   | 132 | Bastard-Schwarz-Pappel | Neustadt-Glewe an der Liebesallee (53° 22′ 51,4″ N, 11° 35′ 30,4″ O)                               |                                                                                                  |             | [ 1 ]      |